# Tympanota seclusa
Tympanota seclusa är en fjärilsart som beskrevs av Louis Beethoven Prout 1958. Tympanota seclusa ingår i släktet Tympanota och familjen mätare. Inga underarter finns listade i Catalogue of Life.